# Mbarara
Mbarara je grad u Ugandi i sjedište istoimenog distrikta u regiji Western. Nalazi se na jugozapadu zemlje, 235 km od Kampale i 50 km od tromeđe Ruanda - Tanzanija - Uganda. Leži na 1560 metara nadmorske visine, 125 km zapadno od Viktorijinog jezera. Važno je prometno čvorište i centar ugandske proizvodnje mlijeka. U obližnjem Ntungamou rođen je Yoweri Museveni, trenutačni ugandski predsjednik.
Mbarara je godine 2008. imala 97.500 stanovnika.